# Кубок Люксембургу з футболу 2007—2008
Кубок Люксембургу з футболу 2007–2008 — 83-й розіграш кубкового футбольного турніру в Люксембурзі. Титул вчетверте здобув Гревенмахер.

## Календар
| Раунд           | Дата                          | Матчі | Клуби    |
| --------------- | ----------------------------- | ----- | -------- |
| Перший раунд    | 29 серпня 2007                | 20    | 108 → 88 |
| Другий раунд    | 16 вересня 2007               | 16    | 88 → 72  |
| Третій раунд    | 24 жовтня - 14 листопада 2007 | 22    | 72 → 50  |
| Четвертий раунд | 24 лютого 2007                | 18    | 50 → 32  |
| 1/16 фіналу     | 5 березня 2008                | 16    | 32 → 16  |
| 1/8 фіналу      | 21-22 березня 2008            | 8     | 16 → 8   |
| 1/4 фіналу      | 12-13 квітня 2008             | 4     | 8 → 4    |
| 1/2 фіналу      | 10 травня 2008                | 2     | 4 → 2    |
| Фінал           | 24 травня 2008                | 1     | 2 → 1    |

## Регламент
Згідно з регламентом у перших чотирьох раундах грають клуби нижчих дивізіонів, клуби Національного футбольного дивізіону Люксембургу стартують з 1/16 фіналу. На всіх стадіях команди грають по одному матчу.

## 1/16 фіналу
| Команда 1                | Рахунок      | Команда 2        |
| ------------------------ | ------------ | ---------------- |
| 5 березня 2008           |              |                  |
| Женесс (Канах) (2)       | 2:3          | Женесс (Еш)      |
| Спортінг (Мерциг) (2)    | 2:0          | Вільц            |
| Спортінг (Штайнфорт) (2) | 2:0          | Авенір (Бегген)  |
| Ерпельданж (2)           | 1:1 пен. 3:5 | РМ Гамм Бенфіка  |
| Мондеркаж (2)            | 0:5          | Петанж           |
| Фола (2)                 | 1:1 пен. 5:4 | Кер'єнґ          |
| Лоренцвайлер (3)         | 0:4          | Расінг           |
| Оберкорн (2)             | 0:5          | Етцелла          |
| Гостерт (3)              | 1:3          | Вікторія Роспорт |
| Янг Бойз (Дикірх) (3)    | 1:3          | Гревенмахер      |
| Уніон Мертерт (2)        | 0:0 пен. 6:5 | Прогрес          |
| Спортінг (Бертранж) (4)  | 2:1          | Діфферданж 03    |
| Блу Бойс (Мюхленбах) (2) | 3:2          | Свіфт            |
| Мамер 32 (2)             | 6:1          | Баштендорф (3)   |
| Буз (4)                  | 0:4          | Сандвайлер (3)   |
| Рюмеланж (2)             | 2:4          | Ф91 Дюделанж     |

## 1/8 фіналу
| Команда 1                | Рахунок      | Команда 2             |
| ------------------------ | ------------ | --------------------- |
| 21 березня 2008          |              |                       |
| Спортінг (Бертранж) (4)  | 0:6          | Гревенмахер           |
| Женесс (Еш)              | 5:1          | Расінг                |
| 22 березня 2008          |              |                       |
| Спортінг (Штайнфорт) (2) | 1:3 дч       | Етцелла               |
| Фола (2)                 | 0:4          | Вікторія Роспорт      |
| Мамер 32 (2)             | 0:4          | РМ Гамм Бенфіка       |
| Блу Бойс (Мюхленбах) (2) | 1:1 пен. 5:6 | Спортінг (Мерциг) (2) |
| Сандвайлер (3)           | 0:8          | Ф91 Дюделанж          |
| Уніон Мертерт (2)        | 1:1 пен. 1:3 | Петанж                |

## 1/4 фіналу
| Команда 1             | Рахунок | Команда 2        |
| --------------------- | ------- | ---------------- |
| 12 квітня 2008        |         |                  |
| Ф91 Дюделанж          | 0:1     | Петанж           |
| Гревенмахер           | 3:0     | Женесс (Еш)      |
| 13 квітня 2008        |         |                  |
| РМ Гамм Бенфіка       | 6:0     | Етцелла          |
| Спортінг (Мерциг) (2) | 0:4     | Вікторія Роспорт |

## 1/2 фіналу
| Команда 1        | Рахунок      | Команда 2   |
| ---------------- | ------------ | ----------- |
| 10 травня 2008   |              |             |
| Вікторія Роспорт | 1:1 пен. 5:4 | Петанж      |
| РМ Гамм Бенфіка  | 0:1          | Гревенмахер |

## Фінал
| 24 травня 2008 |

| Гревенмахер                                   | 4:1      | Вікторія Роспорт |
| --------------------------------------------- | -------- | ---------------- |
| Мунос 11' Хусс 24' ді Доменіко 69' Тіммеш 72' | Протокол | Вагнер 81'       |

| Жозі Бартель, Люксембург Глядачів: 3 835 Арбітр: Маріу Пінту да Кошта |